# قندسيات الشكل
القندسيات الشكل[بحاجة لمصدر] (الاسم العلمي: Castorimorpha) هي رتيبة من القوارض تضم القنادس والغوافر والفئران المتغايرة (الجرذان الكنغرية والفئران الكنغر). الأسم العلمي مكون من كلمتين Castor أي قندس وmorpha أي شكل.

## التصنيف
- القندسية
- الفئران المتغايرة
- دون رتبة غوفريات الشكل
  - فوق فصيلة الغوفرينات
    - فصيلة الغوافر
      - أسرة الغوفراوات
        - قبيلة الغوفراوية
          - جنس الغوفر

  - فوق فصيلة †القارضينات الفجرية
    - فصيلة †القارضات الفجرية
      - أسرة †القارضاوات الفجرية
        - قبيلة †القارضاوية الفجرية
          - جنس †القارضة الفجرية